# David L. Dunn
David L. Dunn est un paléontologue américain.
En 1968, il décrit le genre de conodontes Neognathodus.

## Publications
- (en) Dunn D.L., 1965. Late Mississippian conodonts from the Bird Spring Formation in Nevada. Journal of Paleontology, volume 39, page 6 (lire en ligne, consulté le 15-07- 2016).
- (en) Dunn D.L., 1966. New Pennsylvanian Platform Conodonts from Southwestern United States. Journal of Paleontology, volume 40, numéro 6 (Nov., 1966), pages 1294-1303 (lire en ligne sur JSTOR).
- (en) Dunn D.L., 1968. Diss. Abstr. 28B: 4622 and Okla Geol. Notes 28, page 177.
- (en) Dunn D.L., 1970. Conodont Zonation near the Mississippian-Pennsylvanian Boundary in Western United States. GSA Bulletin, 81 (10), pages 2959–2974, DOI 10.1130/0016-7606(1970)81[2959:CZNTMB]2.0.CO;2.
- (en) Dunn D.L., 1971. Considerations of the Idiognathoides - Declinognathodus - Neognathodus complex of Middle Carboniferous platform conodonts. Lethaia, January 1971, volume 4, issue 1, pages 15–19, DOI 10.1111/j.1502-3931.1971.tb01276.x.